# بیلد پلیتیک
بیلد پلیتیک (به آلمانی: Bild Politik) یک مجله هفتگی سیاسی آلمانی بود که تا ژوئن ۲۰۱۹ به‌طور آزمایشی منتشر شد. به نظر می‌رسد که این پروژه، پروژه‌ای از طرف بیلدبزرگ‌ترین روزنامه زرد آلمان راه اندازی شد. روزنامه بیلد پلیتیک از ۸ فوریه ۲۰۱۹ تا ۵ ژوئن ۲۰۱۹ در شمال آلمان مورد آزمایش قرار گرفت. سردبیر آن نیکولاس بلوم بود که سمت معاون سردبیری بیلد را هم برعهده داشت. ایده اولیه بیلد پلیتیک توسط سلما استرن، مدیر اجرایی بخش رسانه‌های خبری در اکسل اشپرینگر اس.ای، مطرح شد. این کتابچه تقریباً ۵۰ صفحه‌ای توسط ۴۰ عضو هیئت تحریریه مجله بیلد تهیه شده است.
دفتر مطبوعاتی اکسل اشپرینگر اس.ای پس از پایان انتشار این مجله در ژوئن ۲۰۱۹ نوشت: «اولین نتایج تحقیقات بازار گواهی می‌دهد که خوانندگان بیش از هر چیز از ارائه موضوعی نوآورانه، مختصر و قابل فهم و همچنین تمرکز بر نکات ضروری قدردانی می‌کنند.» داده‌های بازار ارزیابی می‌شوند و سپس از نتایج برای تصمیم‌گیری در مورد اینکه آیا بیلد پلیتیک پتانسیل ارائه «دیدگاه اقتصادی رضایت‌بخش» را دارد یا خیر، استفاده می‌شد.